# Bungarus bungaroides
Bungarus bungaroides là một loài rắn trong họ Rắn hổ. Loài này được Cantor mô tả khoa học đầu tiên năm 1839.